# Liste der Länderspiele der bhutanischen Futsalnationalmannschaft
Die nachfolgende Liste enthält alle Länderspiele der bhutanischen Futsalnationalmannschaft der Männer, die der Fußballverband von Bhutan, die Bhutan Football Federation (BFF), im Jahr 2004 gegründet hat. Futsal ist die einzige von der FIFA anerkannte Variante des Hallenfußballs. Bisher wurden acht Länderspiele ausgetragen.

## Länderspielübersicht
Legende
- Erg. = Ergebnis
- n. V. = nach Verlängerung
- i. S. = im Sechsmeterschießen
- abg. = Spielabbruch
- H = Heimspiel
- A = Auswärtsspiel
- * = Spiel auf neutralem Platz
- Hintergrundfarbe grün = Sieg
- Hintergrundfarbe gelb = Unentschieden
- Hintergrundfarbe rot = Niederlage

| Nr.                    | Datum      | Erg. | Gegner      |   | Austragungsort          | Anlass                                 | Bemerkungen |
| ---------------------- | ---------- | ---- | ----------- | - | ----------------------- | -------------------------------------- | --- |
| 1                      | 23.05.2005 | 2:27 | Iran        | * | Ho-Chi-Minh-Stadt (VIE) | Asienmeisterschaft 2005- Endrunde      | Erstes Spiel auf neutralem Platz Erste Niederlage Erste Niederlage auf neutralem Platz Erstes Länderspiel gegen den Iran |
| 2                      | 25.05.2005 | 2:14 | Libanon     | * | Ho-Chi-Minh-Stadt (VIE) | Asienmeisterschaft 2005- Endrunde      | Erstes Länderspiel gegen den Libanon                                                                                     |
| 3                      | 26.05.2005 | 1:13 | Kuwait      | * | Ho-Chi-Minh-Stadt (VIE) | Asienmeisterschaft 2005- Endrunde      | Erstes Länderspiel gegen Kuwait                                                                                          |
| 4                      | 28.05.2005 | 1:3  | Philippinen | * | Ho-Chi-Minh-Stadt (VIE) | Asienmeisterschaft 2005- Endrunde      | Erstes Länderspiel gegen die Philippinen                                                                                 |
| 5                      | 30.05.2005 | 3:6  | Vietnam     | A | Ho-Chi-Minh-Stadt (VIE) | Asienmeisterschaft 2005- Endrunde      | Erstes Auswärtsspiel Erste Auswärtsniederlage Höchste Auswärtsniederlage Erstes Länderspiel gegen Vietnam                |
| 6                      | 31.05.2005 | 4:10 | Irak        | * | Ho-Chi-Minh-Stadt (VIE) | Asienmeisterschaft 2005- Endrunde      | Erstes Länderspiel gegen den Irak                                                                                        |
| 7                      | 26.06.2013 | 1:29 | Thailand    | * | Incheon (KOR)           | Asian Indoor & Martial Arts Games 2013 | Höchste Niederlage Höchste Niederlage auf neutralem Platz Erstes Länderspiel gegen Thailand                              |
| 8                      | 28.06.2013 | 0:16 | Malaysia    | * | Incheon (KOR)           | Asian Indoor & Martial Arts Games 2013 | Erstes Länderspiel gegen Malaysia                                                                                        |
| Stand: 27. August 2018 |            |      |             |   |                         |                                        | |

## Statistik
In der Statistik werden nur die offiziellen Länderspiele berücksichtigt.
Legende
- Sp. = Spiele
- Sg. = Siege
- Uts. = Unentschieden
- Ndl. = Niederlagen
- Hintergrundfarbe grün = positive Bilanz
- Hintergrundfarbe gelb = ausgeglichene Bilanz
- Hintergrundfarbe rot = negative Bilanz

### Gegner
| Land        | Kontinentalverband | Sp. | Sg. | Uts. | Ndl. | Torverhältnis |
| ----------- | ------------------ | --- | --- | ---- | ---- | ------------- |
| Irak        | AFC                | 1   | 0   | 0    | 1    | 04:10         |
| Iran        | AFC                | 1   | 0   | 0    | 1    | 02:27         |
| Kuwait      | AFC                | 1   | 0   | 0    | 1    | 01:13         |
| Libanon     | AFC                | 1   | 0   | 0    | 1    | 02:14         |
| Malaysia    | AFC                | 1   | 0   | 0    | 1    | 00:16         |
| Philippinen | AFC                | 1   | 0   | 0    | 1    | 1:3           |
| Thailand    | AFC                | 1   | 0   | 0    | 1    | 01:29         |
| Vietnam     | AFC                | 1   | 0   | 0    | 1    | 3:6           |
| Gesamt      | Gesamt             | 8   | 0   | 0    | 8    | 014:118       |

### Kontinentalverbände
| Kontinentalverband                 | Sp. | Sg. | Uts. | Ndl. | Torverhältnis |
| ---------------------------------- | --- | --- | ---- | ---- | ------------- |
| AFC (Asien)                        | 8   | 0   | 0    | 8    | 014:118       |
| CAF (Afrika)                       | 0   | 0   | 0    | 0    | 0:0           |
| CONCACAF (Nord- und Mittelamerika) | 0   | 0   | 0    | 0    | 0:0           |
| CONMEBOL (Südamerika)              | 0   | 0   | 0    | 0    | 0:0           |
| OFC (Ozeanien)                     | 0   | 0   | 0    | 0    | 0:0           |
| UEFA (Europa)                      | 0   | 0   | 0    | 0    | 0:0           |
| Gesamt                             | 8   | 0   | 0    | 8    | 014:118       |

### Anlässe
| Anlass                                   | Sp. | Sg. | Uts. | Ndl. | Torverhältnis |
| ---------------------------------------- | --- | --- | ---- | ---- | ------------- |
| Asienmeisterschaft-Endrundenspiele       | 6   | 0   | 0    | 6    | 13:73         |
| Asian Indoor & Martial Arts Games-Spiele | 2   | 0   | 0    | 2    | 01:45         |
| Freundschaftsspiele                      | 0   | 0   | 0    | 0    | 0:0           |
| Gesamt                                   | 8   | 0   | 0    | 8    | 014:118       |

### Spielarten
| Spielart                       | Sp. | Sg. | Uts. | Ndl. | Torverhältnis |
| ------------------------------ | --- | --- | ---- | ---- | ------------- |
| Heimspiele (H)                 | 0   | 0   | 0    | 0    | 0:0           |
| Spiele auf neutralem Platz (*) | 7   | 0   | 0    | 7    | 011:112       |
| Auswärtsspiele (A)             | 1   | 0   | 0    | 1    | 3:6           |
| Gesamt                         | 8   | 0   | 0    | 8    | 014:118       |

### Austragungsorte
| Austragungsort    | Land     | Sp. | Sg. | Uts. | Ndl. | Torverhältnis |
| ----------------- | -------- | --- | --- | ---- | ---- | ------------- |
| Ho-Chi-Minh-Stadt | Vietnam  | 6   | 0   | 0    | 6    | 13:73         |
| Incheon           | Südkorea | 2   | 0   | 0    | 2    | 01:45         |
| Gesamt            | Gesamt   | 8   | 0   | 0    | 8    | 014:118       |

### Spielergebnisse
|      | Gegentore | Gegentore | Gegentore | Gegentore | Gegentore | Gegentore | Gegentore | Gegentore | Gegentore | Gegentore | Gegentore | Gegentore | Gegentore | Gegentore | Gegentore | Gegentore | Gegentore | Gegentore | Gegentore | Gegentore | Gegentore | Gegentore | Gegentore | Gegentore | Gegentore |
| Tore | 0         | 1         | 2         | 3         | 4         | 5         | 6         | 7         | 8         | 9         | 10        | 11        | 12        | 13        | 14        | 15        | 16        | 17        | 18        | 19        | 20        | …         | 27        | 28        | 29        |
| ---- | --------- | --------- | --------- | --------- | --------- | --------- | --------- | --------- | --------- | --------- | --------- | --------- | --------- | --------- | --------- | --------- | --------- | --------- | --------- | --------- | --------- | --------- | --------- | --------- | --------- |
| 0    | -         | -         | -         | -         | -         | -         | -         | -         | -         | -         | -         | -         | -         | -         | -         | -         | 1         | -         | -         | -         | -         |           | -         | -         | -         |
| 1    | -         | -         | -         | 1         | -         | -         | -         | -         | -         | -         | -         | -         | -         | 1         | -         | -         | -         | -         | -         | -         | -         | -         | -         | 1         |           |
| 2    | -         | -         | -         | -         | -         | -         | -         | -         | -         | -         | -         | -         | -         | -         | 1         | -         | -         | -         | -         | -         | -         | 1         | -         | -         |           |
| 3    | -         | -         | -         | -         | -         | -         | 1         | -         | -         | -         | -         | -         | -         | -         | -         | -         | -         | -         | -         | -         | -         | -         | -         | -         |           |
| 4    | -         | -         | -         | -         | -         | -         | -         | -         | -         | -         | 1         | -         | -         | -         | -         | -         | -         | -         | -         | -         | -         | -         | -         | -         |           |